# Robert Führer
Robert Jan Nepomuk Führer (2. června 1807, Praha – 28. listopadu 1861, Vídeň) byl český varhaník a hudební skladatel.

## Život
Od dětství byl žákem skladatele Jana Augusta Vitáska. V deseti letech začal zpívat v chlapeckém sboru katedrály sv. Víta, kde byl jeho učitel kapelníkem. V šestnácti letech byl již v katedrále výpomocným varhaníkem a v roce 1826 se stal řádným druhým varhaníkem. Od roku 1829 byl varhaníkem Strahovského kláštera, ale v katedrále sv. Víta zůstal zastupujícím kapelníkem. Po založení pražské varhanické školy v roce 1830 se stal jedním z jejích prvních učitelů. Když 7. prosince 1839 Vitásek zemřel, nastoupil Führer na jeho místo kapelníka u sv. Víta.
Führer byl zřejmě poněkud neklidné povahy. Kvůli problémům s alkoholem, padělání směnky a podvodům musel roku 1845 opustit Prahu. Žena a děti od něho odešly a on v dalších letech rychle střídal města a zaměstnání. Byl výpomocným varhaníkem a zástupcem divadelního kapelníka v Salcburku, varhaníkem a učitelem hudby v Mnichově, Freisingu, Braunau, Gmundenu a v dalších německých městech. Pořádal koncerty v Rakousku a s Antonem Brucknerem účinkoval na mozartovských slavnostech v Salcburku. Nějaký čas pobýval v Aspachu a Riedu, kde se věnoval převážně skladatelské činnosti. Ani zde se však příliš neuklidnil a v letech 1859–1860 byl dokonce za další podvody dvakrát uvězněn. Pro ředitele věznice v Riedu napsal dokonce oslavnou píseň k jeho narozeninám. Zbytek života strávil v chudobě ve Vídni, pronásledován věřiteli a okrádán vydavateli jeho děl. O jeho situaci vypovídají názvy některých jeho děl. Tři krátké mše s Offertoriem pro smíšený sbor a varhany se nazývají Groschenmessen proto, že prý je prodal za groš. Další Mše pro smíšený sbor a varhany nese název Röckelmesse, protože ji vyměnil za kabát. Jeho poslední skladbou byly Čtyři mariánské antifony a Ecce sacerdos magnus op. 275 pro smíšený sbor a cappella, které zkomponoval těsně před smrtí ve vídeňské nemocnici.

## Dílo
Führer byl velice plodným skladatelem. Napsal celkem asi 400 skladeb, v naprosté většině určených pro chrámové potřeby. Vycházel z díla Wolfganga Amadea Mozarta, ale později jej silně ovlivnil romantismus. Pro své lyrické založení měl k němu velmi blízko. Přestože cyrilská reforma církevní hudby Führerovo dílo odmítala, u posluchačů se stalo velmi oblíbeným a jeho díla se hrála a dodnes hrají nejen u nás, ale i v celé oblasti střední Evropy. Mnoho jeho skladeb vyšlo i tiskem v Praze, Mnichově, ve Vídni aj. Nejdůležitější skladby pocházejí převážně z doby jeho pražského působení. Některé z nich byly poctěny cenou Spolku přátel církevní hudby. Vedle skladatelské činnosti napsal i několik hudebně-teoretických spisů. Rozsáhlý soupis díla pořídil Hrabě Bohuslav z Kolowrat a i s notovými ukázkami byl publikován v časopise Cyril v ročnících 1912 a 1913 (viz Literatura). Odtud je převzat následující seznam. Byly provedeny pravopisné terminologické úpravy.

### Oratoria
- Christus im Leiden und im Tode pro smíšený sbor, smyčcový kvintet, flétnu, 2 klarinety, 2 lesní rohy, 2 trubky, trombón, kotle a varhany.
- Die 7 Worte Jesus am Kreuze pro soprán, alt, bas, 2 housle, 2 trubky, kotle a varhany oblig., tenor, violu, flétnu, 2 klarinety, a 2 lesní rohy, trombón a kontrabas ad lib.

### Mše
- 2 krátké slavnostní mše pro smíšený sbor, 2 housle, kontrabas a varhany oblig.
- Mše z G pro smíšený sbor, 2 housle, violoncello, kontrabas a varhany oblig., 2 hoboje a 2 lesní rohy ad lib.
- Mše z D ke cti sv. Václava pro smíšený sbor, smyčcový kvintet, flétnu, 2 hoboje, 2 fagoty, 2 lesní rohy, 2 trubky, trombón a kotle.
- Mše z A (cenou poctěná) pro smíšený sbor, smyčcový kvintet, 2 hoboje, 2 lesní rohy, 2 trubky, kotle a varhany.
- Velká pastorální mše z D pro smíšený sbor, smyčcový kvintet, flétnu, 2 hoboje, 2 fagoty, 2 lesní rohy, 2 trubky, trombón a kotle.
- Krátká pastorální mše z A a D pro smíšený sbor, smyčcový kvintet a varhany oblig., 2 hoboje, 2 rohy, 2 trubky a kotle ad lib.
- Mše na Bílou sobotu pro smíšený sbor, 2 housle, kontrabas a varhany oblig, 2 trubky a kotle ad lib.
- Mše na Zelený čtvrtek pro smíšený sbor, smyčcový kvintet a varhany oblig., 2 hoboje, 2 lesní rohy neb 2 trubky a kotle ad lib
- Osm nedělních mší pro smíšený sbor, smyčcový kvintet a varhany oblig., 2 hoboje a 2 lesní rohy ad lib.
- 6 krátkých a snadných zimních mší pro, smíšený sbor, 2 housle, kontrabas a varhany oblig. lesní rohy neb trubky ad lib.
- „Velká mše” z C pro smíšený sbor, smyčcový kvintet, 2 hoboje, 2 lesní rohy 2 trubky, kotle a varhany oblig., flétnu ad lib.
- Krátká mše z C pro smíšený sbor, 2 housle, kontrabas a varhany oblig., trubky a tympány ad lib.
- 6 krátkých mší pro smíšený sbor a libovolný doprovod varhan.
- 2 Missae breves pro smíšený sbor, 2 housle, violu, kontrabas a varhany.
- 4 zimní mše pro smíšený sbor, 2 housle, kontrabas a varhany.
- 6 krátkých a snadných venkovských mší pro soprán, alt, bas, 2 housle, kontrabas a varhany oblig., 2 lesní rohy ad lib.
- 3 postní mše (Quadragesimal-Messeu) pro soprán, alt a varhany.
- 3 krátké a velmi snadné mše
- 4 krátké latinské vokální mše
- Missa seraphicae
- Mše z B na poděkování za zachránění J. V. pro smíšený sbor, smyčcový kvintet, 2 klarinety, 2 lesní rohy, 2 trubky, kotle a varhany
- Vokální mše z B pro mužský sbor
- Tři venkovské mše s Offertoriem a Tantum Ergo pro soprán, alt, bas, tenor, varhany, flétnu, 2 klarinety, 2 trubky a kontrabas
- Vánoční mše op. 150 s Offertoriem pro soprán, alt, bas, tenor, 2 housle flétnu, 2 klarinety, 2 trubky, kotle a kontrabas a varhany
- Krátká vokální mše pro mužský sbor op. 161
- Slavnostní mše k sekundici Pavla Lehnera pro smíšený sbor, smyčcový kvintet, flétnu, 2 klarinety, 2 lesní rohy, trombón, 2 trubky a kotle. Op. 167.
- Tři krátké mše s Offertoriem pro smíšený sbor a varhany (nazývají se Groschenmessen proto, že je prodal za groš)
- Mše s graduale pro mužský sbor op. 158.
- Dvě krátké a snadné venkovské slavnostní mše pro smíšený sbor, 2 housle, 2 lesní rohy a varhany.
- Mše pro smíšený sbor a varhany; nazývá se Röckelmesse, protože jí Führer zaplatil kabát.
- 2 nedělní mše pro smíšený sbor, smyčcový kvintet, 2 hoboj a 2 lesní rohy.
- Dvě krátké a velmi snadné mše pro soprán, alt, bas, 2 housle, trubky, kontrabas a varhany oblig., tenor ad lib.
- Mše in Es s Graduále, Offertoriem a Tantum ergo op. 188. pro smíšený sbor, flétnu, 2 klarinety, křídlovku, altovku, 2 lesní rohy, 2 trubky, baryton a bombardon.
- Slavnostní mše z C op. 203 pro smíšený sbor, smyčcový kvintet, flétnu, 2 hoboje, 2 lesní rohy, 2 trubky, kotle a varhany.
- „Osmero blahoslavenství,” krátké snadné mše s Offertoriem a Tantum ergo pro soprán, alt, bas, 2 housle, tenor, varhany, flétnu, 2 klarinety, 2 lesní rohy neb 2 trubky a kontrabas ad lib.
- Tři krátké a velmi snadné jednohlasé mše op. 171.
- Krátká snadná vokální mše s Offertoriem op. 212 pro smíšený sbor.
- Mše z A op. 216 s Graduale a Offertoriem pro smíšený sbor s libovolným průvodem varhan
- Mše adventní z F s Offertoriem op. 172 pro smíšený sbor a varhany.
- Dvě německé mše pro soprán, alt, bas, 2 housle a varhany oblig., tenor, 2 klarinety, 2 lesní rohy ad lib.
- Mše postní z g pro soprán, alt, bas a varhany
- Mše z B op. 255 na Zelený čtvrtek pro varhany, smíšený sbor, 2 housle, kontrabas, 2 klarinety a 2 trubkv
- Pastorální mše s Tantum ergo op. 252 pro smíšený sbor, 2 housle, kontrabas a varhany oblig., flétnu, 2 klarinety, 2 lesní rohy, 2 trubky a kotle ad lib.
- Mše z F op. 256 na Bílou sobotu pro smíšený sbor, 2 housle a varhany.
- Mše z C op. 264 „Du wollst den Feiertag heiligen“ pro smíšený sbor, 2 housle, violoncello, kontrabas, 2 klarinety, 2 lesní rohy, 2 trubky a kotle
- Mše z C s Offertoriem pro soprán, alt, bas, 2 housle, 2 trubky, kontrabas a varhany
- Tři velmi krátké, snadné a melodické mše op. 259 pro soprán, alt, bas a varhany
- Chorální mše pro mužský sbor.
- Dvě mše pro tříhlasý mužský sbor s libovolným průvodem varhan.
- „Osmero blahoslavenství,” krátké snadné mše s Offertoriem a Tantum ergo pro soprán, alt, bas, 2 housle a varhany oblig., tenor, 2 klarinety, 2 lesní rohy a kontrabas ad lib.
- Druhá slavnostní mše z C op. 265 pro smíšený sbor, 2 housle, kontrabas, flétnu, 2 klarinety, 2 lesní rohy, 2 trubky, trombón a kotle.
- Dvě mše v krátkém a snadném slohu pro soprán, alt, bas, 2 housle a varhany oblig., tenor, flétnu, 2 klarinety, 2 lesní rohy, 2 trubky, kontrabas a kotle ad lib.
- Slavnostní mše z F op. 295 k posvěcení kostela v Marktlu pro smíšený sbor, smyčcový kvintet, flétnu, 2 klarinety, 2 lesní rohy střídající se s 2 trubkami, trombón, kotle a varhany.
- Tři krátké a velmi snadné mše pro 1 hlas a varhany.
- Šest krátkých a snadných mší pro soprán, alt, bas a varhany op. 295.
- Krátká a snadná mše z C op. 297 pro soprán, alt, bas, 2 housle, 2 trubky a varhany
- Krátká a snadná mše pro soprán, alt a varhany op. 300

### Requiem a jiné skladby za mrtvé
- Veliké Requiem z g, cenou poctěné, pro smíšený sbor a veliký orchestr
- Velmi krátké a snadné Requiem z c pro soprán, alt, bas, 2 housle a varhany oblig, 2 lesní rohy ad lib.
- Requiem op. 87 pro soprán, alt, bas, 2 housle a varhany oblig., 2 lesní rohy ad lib.
- Vokální Requiem pro smíšený sbor s libovolným průvodem varhan.
- Dvě krátká Requiem pro soprán, alt, bas, 2 housle, 2 lesní rohy, kontrabas a varhany.
- Tři krátká latinská Requiem pro soprán, alt, bas a varhany oblig., 2 housle a 2 lesní rohy ad lib.
- Krátké a snadné Requiem s Libera op. 211 pro soprán, alt, bas, 2 housle a varhany oblig., tenor a 2 lesní rohy ad lib.
- Tři Requiem pro soprán, alt, bas, 2 housle a varhany oblig., 2 klarinety, 2 lesní rohy a ad lib.
- Slavnostní Requiem s Libera op. 181 pro smíšený sbor, 2 housle, violu a varhany oblig., flétnu, 2 klarinety, 2 lesní rohy, 2 trubky, 3 trombóny, kotle a kontrabas ad lib.
- Requiem z F v krátkém a snadném slohu pro venkovské kůry op. 168 pro soprán, alt, bas, 2 housle a varhany oblig., tenor, 2 lesní rohy a kontrabas ad lib.
- Tři pohřební písně pro mužský sbor op. 170
- Tři krátká a snadná Requiem pro 1 hlas a varhany.
- Reguiem s Libera pro 1 hlas a varhany.
- Requiem z Es op. 195 pro soprán, alt, bas, 2 housle a varhany oblig., 2 klarinety, 2 lesní rohy a trombón ad lib.
- Requiem z F op. 274 pro soprán, alt, bas, 2 housle a varhany oblig., tenor, 2 klarinety, 2 lesní rohy a trombón ad lib.
- Dvě Libera op. 246 pro smíšený sbor a varhany, trombón ad lib.
- Krátké a snadné Requiem op. 299 pro soprán, alt a varhany.
- Tři krátká a snadná Libera pro soprán, alt, bas, 2 housle a varhany oblig., tenor, violu, kontrabas, 2 klarinety a 2 lesní rohy ad lib
- Animas fidelium pro soprán a alt, nebo tenor a bas a varhany.
- Miserere pro mužský sbor, křídlovku, trubku, basovou trubku a trombón.
- Tři Miserere pro smíšený sbor.
- Tři Laudate pueri pro smíšený sbor I.
- Tři Laudate pueri pro smíšený sbor II.
- Pět pohřebních sborů op. 213 pro smíšený sbor a varhany ad lib.

### Litanie, Nešpory, hymny a žalmy
- Litanie ke Jménu Ježíš pro smíšený sbor, sólové housle neb klarinet, smyčcový kvintet a varhany oblig., 2 lesní rohy ad lib.
- Litanie loretánská s Tantum ergo op. 83 pro soprán, alt, bas, 2 housle, kontrabas a varhany oblig., 2 klarinety, 2 lesní rohy, 2 trubky a kotle ad lib.
- Litanie loretánská z C pro smíšený sbor, 2 housle, kontrabas, 2 klarinety, 2 trubky, kotle a varhany.
- Litanie loretánská pro smíšený sbor, 2 housle, kontrabas, 2 klarinety, 2 trubky, kotle a varhany.
- Litanie loretánská op. 129 pro smíšený sbor, 2 housle, kontrabas, 2 klarinety, 2 trubky, kotle a varhany.
- Krátká a velmi snadná litanie loretánská pro 1 hlas a varhany, op. 293.
- Dvě krátké a snadné litanie pro soprán, alt, bas, 2 housle a varhany oblig., tenor, kontrabas, 2 klarinety, 2 trubky ad lib.
- Litanie loretánská op. 159 pro soprán, alt, bas, 2 housle a varhany oblig., tenor, 2 klarinety, 2 trubky, kontrabas a kotle ad lib.
- Litanie loretánská op. 198 pro smíšený sbor, 2 housle, 2 klarinety, 2 trubky, kotle a varhany.
- Litanie loretánská pro soprán, alt, bas, 2 housle, kontrabas a varhany oblig., tenor, 2 klarinety, 2 trubky, kotle ad lib.
- Litanie loretánská z F pro smíšeny sbor, 2 housle, kontrabas, 2 klarinety, 2 trubky střídající se s 2 lesními rohy a varhany.
- Dvě německé litanie loretánské pro soprán, alt, bas a varhany oblig., 2 housle, a 2 lesní rohy
- Litanie loretánská op. 204 pro smíšený sbor, 2 housle, kontrabas, 2 klarinety, 2 trubky, kotle a varhany.
- Litanie loretánská pro 2 barytony a varhany.
- Litanie loretánská z D op. 272 pro soprán, alt, bas, 2 housle, varhany a 2 trubky oblig., tenor, 2 klarinety a kotle ad lib.
- Nešporní žalmy: Dixit; Confiteor; Beatus vir; Laudate pueri; Laudate Dominum a Magnificat pro soprán, alt, bas a varhany.
- Nešporní žalmy na všecky svátky Páně a svatých pro soprán, alt, bas, 2 housle, kontrabas, 2 lesní rohy střídající se s 2 trubkami a 2 kotle.
- Vesperae de Beata pro smíšený sbor, 2 housle, 2 trubky, kotle a varhany.
- Vesperae de Confessore in C pro smíšený sbor, 2 housle, kontrabas a varhany oblig., 2 klarinety, 2 lesní rohy střídající se s 2 trubkami a kotle ad lib.
- Vesperae de Confessore pro soprán, alt, bas, 2 housle, 2 lesní rohy, varhany oblig., tenor ad lib.
- Nešpory op. 178 pro soprán, alt, bas a varhany oblig., tenor, 2 housle, 2 klarinety, 2 trubky a kotle ad lib.
- Nešpory čís. I. op. 260 na svátky Páně a svatých pro soprán, alt, bas, 2 housle a vysazené varhany oblig., tenor, 2 klarinety, 2 lesní rohy neb 2 trubky ad lib
- Nešpory čís. 2. op. 261 na svátky P. Marie pro soprán, alt, bas, 2 housle a vysazené varhany oblig., tenor, 2 klarinety, 2 lesní rohy neb 2 trubky ad lib.
- Credidi pro smíšený sbor, 2 housle, kontrabas a varhany oblig., 2 lesní rohy ad lib.
- Dvě Domino ad adjuvandum op. 250 pro smíšený sbor, 2 housle, 2 klarinety, 2 trubky, kotle, kontrabas a varhany
- Dvanáct nešporních hymnů pro soprán, alt, bas a varhany oblig., 2 housle, 2 lesní rohy a kontrabas ad lib.:
- Nešporní žalmy pro smíšený sbor, 2 housle kontrabas a varhany.

### Gradualia, Offertoria, Hymny, Antifony a jiné vložky
- Čtyři Offertoria na adventní neděle pro smíšený sbor, 2 housle a varhany, k nimž přistupuje u čís. 1. viola, u čís. 4. viola, kontrabas a 2 lesní rohy.
- Šestnáct Gradualií a Offertorií na všechny obyčejné svátky svatých pro smíšený sbor, smyčcový kvintet a varhany oblig., 2 hoboj, lesní rohy neb 2 trubky a kotle ad lib.
- Ave Maria z C pro smíšený sbor, 2 housle, violu a sólové varhany
- Šest krátkých motet, jež možno užívati jako Graduale a Offertorium o dnech prosebných pro smíšený sbor, 2 housle a varhany.
- Graduale a Offertorium k cenou poctěné mši z A pro smíšený sbor, smyčcový kvintet, 2 hoboj, 2 lesní rohy, 2 trubky a varhany.
- Graduale a Offertorium na svátky mariánské pro smíšený sbor, 2 housle, violoncello, 2 trubky a varhany
- Pastorální Graduale a Offertorium pro smíšený sbor, smyčcový kvintet, 2 hoboj, 2 lesní rohy a varhany.
- Graduale a Offertorium ku krátké pastorální mši z A a D pro smíšený sbor, smyčcový kvintet a varhany oblig., 2 hoboj, 2 lesní rohy střídající se s 2 trubkami a kotle ad lib.
- Graduale a Offertorium na den sv. Jana Nepomuckého pro smíšený sbor, smyčcový kvintet, 2 hoboj, 2 lesní rohy, 2 trubky, kotle a varhany.
- Graduale a Offertorium na Narození a Navštívení Panny Marie pro smíšený sbor, smyčcový kvintet, 2 hoboj a 2 lesní rohy.
- Pastorální hymnus na den sv. Tří Králű pro smíšený sbor, smyčcový kvintet, flétnu, 2 hoboj, 2 fagoty, 2 lesní rohy a varhany
- Graduale a Offertorium na Nanebevzetí P. M. pro smíšený sbor, smyčcový kvintet, 2 hoboj, 2 lesní rohy střídající se s 2 trubkami a kotle
- Graduale na všechny svátky Panny Marie pro smíšený sbor, 2 housle, violu, kontrabas a varhany.
- Offertorium na všechny svátky Panny Marie pro smíšený sbor, 2 housle, violu, kontrabas a varhany.
- Šest „0 salutaris Hostia” pro soprán, alt, bas a varhany, nebo 2 housle, nebo klarinety, 2 lesní rohy a kontrabas neb trombón.
- Ofertorium z Es „0 Deus nester in te eonfido” pro sólový bas, sólové violoncello neb fagot s průvodem smyčcového kvarteta a varhan.
- Ave Maria pro sólový bas s průvodem smyčcového kvarteta a 2 rohű ad lib.
- Offertorium „Tui lunt coeli” pro smíšený sbor, 2 housle, violu, kontrabas, 2 trubky, kotle a varhany.
- Ave Maria pro smíšený sbor, 2 housle, violu a varhany.
- Offertorium pro smíšený sbor, 2 housle, kontrabas, 2 lesní rohy střídající se s 2 trubkami a varhany.
- Ave Maria z Es pro soprán a housle sólové s průvodem smyčcového kvarteta.
- Deus firmavit pro smíšený sbor, 2 housle, violu, kontrabas, 2 trubky a varhany.
- Dvě moteta de B. M. V. pro smíšený sbor, kontrabas, varhany a 2 lesní rohy.
- 0 sanctissima pro mužský sbor.
- 0 Deus, ego amo te pro tenor a bas sólový, 2 housle, kontrabas a varhany oblig., 2 klarinety a 2 lesní rohy ad lib.
- Moteto pro smíšený sbor.
- Sacerdotes ejus pro tenor a bas s průvodem smyčcového kvarteta, 2 klarinetů, 2 lesních rohů a varhan
- Tu es Petrus pro sólový bas, smyčcový kvintet, 2 klarinety, 2 trubky a kotle.
- Terra tremuit pro sólový bas, smyčcový kvintet, 2 klarinety, 2 lesní rohy, 2 trubky, kotle
- Graduale a Offertorium pro mužský sbor op. 161 a varhany
- „0 salutaris hostia" pro soprán, bas, housle a flétnu sólo s průvodem smyčcového kvarteta.
- Dva hymny na den sv. růžence pro smíšený sbor, smyčcový kvintet, 2 klarinety neb hoboj, 2 lesní rohy neb 2 trubky a varhany.
- Tři Gradualia nedělní op. 164 pro smíšený sbor, 2 housle, 2 lesní rohy, kontrabas a varhany.
- Tři nedělní Offertoria op. 164b pro smíšený sbor, 2 housle, 2 lesní rohy, kontrabas a varhany.
- Šest nedělních Offertorií op. 174 pro soprán, alt, bas a varhany oblig., tenor, 2 housle, 2 klarinety, 2 lesní rohy střídající se s 2 trubkami a kontrabas ad lib.
- Graduale a Offertorium k slavnostní mši secundiční op. 167 pro smíšený sbor, smyčcový kvintet, flétnu, 2 klarinety, 2 lesní rohy a varhany.
- Šest Offertorií na postní neděle op. 169 pro smíšený sbor s libovolným průvodem varhan.
- Offertorium „ad te levavi” op. 150 pro smíšený sbor a varhany.
- Šest krátkých a snadných Offertorií op. 202 pro soprán, alt, bas, 2 housle, kontrabas a varhany oblig., 2 trubky ad lib.
- Dvě Offertoria postní pro smíšený sbor a varhany
- Offertorium postní ke mši op. 180 pro smíšený sbor, varhany a 3 trombóny.
- Tři vložky pro smíšený sbor á capella.
- Čtyři Offertorium (Hochfest-Offertorien) op. 205 pro smíšený sbor, 2 housle, kontrabas a varhany, 2 klarinety, 2 lesní rohy, 2 trubky a kotle.
- 0 salutaris hostia pro smíšený sbor a varhany.
- Ven! Creator spiritus op. 195 pro smíšený sbor, 2 housle, violu, kontrabas a varhany, 2 hoboj, 2 trubky a tympány
- Graduale na všechny svátky mariánské op. 229 pro smíšený sbor, smyčcový kvintet, flétnu, 2 hoboje, 2 lesní rohy a varhany
- Hymnus Jesu Redemptor op. 209 pro smíšený sbor, smyčcový kvintet, flétnu a 2 lesní rohy.
- Čtyřl sólová Offertoria.
- Čtyři Offertoria pro smíšený sbor á capella op. 219.
- Šest krátkých a snadných Offertorií op. 296 pro soprán, alt, bas a varhany
- Dva hymny op. 223 pro smíšený sbor s libovolným doprovodem varhan.
- Tři Salve, Regina pro smíšený sbor, 2 housle, 2 lesní rohy střídající se s 2 trubkami, kontrabas a varhany.
- Dvě Alma Redemptoris pro smíšený sbor, 2 housle, 2 trubky, kontrabas a varhany.
- Salve, Regina pro smíšený sbor a varhany.
- Regina Coeli pro smíšený sbor, 2 housle, violu, kontrabas, 2 hoboj, 2 lesní rohy, 2 trubky a kotle.
- Regina coeli II. pro smíšený sbor, 2 housle, 2 violy, flétnu, 2 hoboj, 2 lesní rohy, 2 trubky, fagot, violoncello, kontrabas, kotle a varhany.
- Alma Redemptoris, Ave Regina, Regina coeli op. 249 pro smíšený sbor a varhany
- Tři Salve Regina op. 262a pro smíšený sbor, 2 housle a varhany oblig., 2 klarinety, 2 trubky střídající se s 2 lesní rohy ad lib.
- Čtyři mariánské Antifony a Ecce sacerdos magnus op. 275 pro smíšený sbor á capella. (Salve Regina složil Führer v nemocnici a je jeho posledním dílem.)
- Dvě Regina coeli op. 262b pro smíšený sbor, 2 housle a varhany oblig., 2 klarinety, 2 trubky střídající se s 2 lesní rohy ad lib.
- Dvě Ave Regina op. 262c pro smíšený sbor, 2 housle a varhany oblig., 2 klarinety, 2 trubky střídající se s 2 lesní rohy ad lib.
- Dvě Ecce sacerdos magnus (č. 1. pro smíšený sbor, 2 lesní rohy, 2 trubky, kotle a varhany; č. 2. pro smíšený sbor á capella).
- Dvě Alma Redemptoris op. 262d pro smíšený sbor, 2 housle a varhany oblig, 2 klarinety, 2 trubky střídající se s 2 lesní rohy ad lib.

### Veni sancte Spiritus, Te Deum, Pange lingua, Tantum ergo, Asperges a Vidi aquam
- Dvě Veni sancte pro soprán, alt, bas a varhany, neb 2 housle a kontrabas oblig., 2 klarinety a 2 lesní rohy ad lib.
- Dvě Veni sancte op. 157 pro soprán, alt, bas, 2 housle a varhany oblig., tenor, flétnu, 2 klarinety, 2 lesní rohy, 2 trubky a kotle ad lib.
- Veni sanete Spiritus k slavnostní mši secendiční op. 167 pro mužský dvojsbor.
- Veni sanete Spiritus op. 193 pro smíšený sbor, 2 housle, violu, kontrabas, 2 hoboj, 2 trubky, kotle a varhany.
- Te Deum z C pro smíšený sbor, 2 housle, 2 trubky, kotle, kontrabas a varhany.
- Te Deum složené k instalaci paní arcivévodkyně Marie Saroliny za abatyši c. k. Ústavu šlechtičen v Praze pro smíšený sbor, smyčcový kvintet, 2 hoboje, 2 fagoty, 2 lesní rohy, 2 trubky, trombón, kotle a varhany.
- Te Deum z C pro soprán, alt, bas, 2 housle, 2 trubky a varhany oblig., tenor, 2 klarinety, kontrabas a kotle ad lib.
- Vokální Te Deum pro smíšený sbor a libovolný doprovod varhan.
- Dvě Te Deum laudamus ve snadném slohu pro soprán, alt, bas, 2 housle a varhany oblig., tenor, 2 klarinety, 2 trubky, kontrabas a kotle ad lib.
- Te Deum k slavnostní mši secundiční op. 167d pro smíšený sbor, smyčcový kvintet, 2 klarinety, 2 lesní rohy, 2 trubky a varhany.
- Te Deum pro mužský sbor op. 173.
- Te Deum pro smíšený sbor, 2 housle, kontrabas a varhany oblig., 2 klarinety, 2 trubky a kotle ad lib.
- Te Deum pro venkovské sbory pro smíšený sbor, 2 housle, kontrabas a varhany oblig., 2 klarinety, 2 trubky, kotle ad lib.
- Te Deum z C pro smíšený sbor, 2 housle, violu, kontrabas, 2 hoboj, 2 lesní rohy, 2 trubky, trombón, kotle a varhany.
- Te Deum op. 206 pro smíšený sbor, 2 housle, kontrabas, 2 klarinety, 2 trubky, kotle a varhany.
- Te Deum laudamus pro smíšený sbor, 2 housle, kontrabas, 2 klarinety, 2 trubky, kotle a varhany.
- Te Deum op. 215 pro mužský sbor s libovolným průvodem 2 klarinetů, 2 rohů, 2 trubek, trombónu a kotlů.
- Šest krátkých a snadných Tantum ergo op. 153 pro smíšený sbor, 2 housle, kontrabas a varhany, 2 klarinety, 2 trubky neb 2 lesní rohy.
- Tři Tantum ergo op. 163 pro smíšený sbor, 2 housle, kontrabas a varhany, 2 klarinety, 2 trubky a kotle.
- Pange lingua pro smíšený sbor a varhany.
- Pange lingua k slavnostní mši secundiční op. 167e pro smíšený sbor.
- Tři Tantum ergo pro smíšený sbor, 2 housle, violu, kontrabas, varhany oblig., 2 klarinety, 2 trubky a kotle ad lib.
- Dvě Tantum ergo pro soprán, alt a varhany.
- Dvę Tantum ergo pro smíšený sbor, 2 housle, 2 klarinety, 2 trubky a kontrabas
- Pange lingua k průvodu o Božím Těle pro smíšený sbor, Es klarinet, 2 B klarinety, křídlovku, basovku, 2 trubky, 2 lesní rohy a bombardon.
- Čtyři Tantum ergo pro soprán, alt, bas, 2 housle, kontrabas a varhany, 2 klarinety, 2 lesní rohy neb 2 trubky.
- Tři Tantum ergo pro smíšený sbor, 2 housle, 2 trubky, kotle, kontrabas a varhany.
- Čtyři Tantum ergo pro smíšený sbor s libovolným doprovodem varhan.
- Tantum ergo pro mužský sbor.
- Dvě pastorální Tantum ergo pro smíšený sbor, 2 housle, voploncello, kontrabas, flétnu, 2 klarinety, 2 lesní rohy, 2 trubky, kotle a varhany
- Čtyři Tantum ergo pro smíšený sbor s libovolným průvodem varhan.
- Čtyři Tantum ergo pro 1 hlas a varhany.
- Zpěvy ve svatém týdnu, o vzkříšení a o Božím Těle užívané.
- Lamentace pro mužský sbor.
- Dvě Tantum ergo op. 298 pro 2 soprány, alt a varhany.
- Vesilla regis op. 177 pro smíšený sbor s libovolným doprovodem varhan.
- Asperges me a Vidi aquam op. 156 pro soprán, alt, bas a varhany oblig., tenor, 2 housle a 2 lesní rohy ad lib.
- Tři krátká a snadná postní Miserere op. 210 pro soprán, alt, bas, 2 housle a varhany oblig., tenor a 2 lesní rohy ad lib.
- Asperges me pro soprán, alt, kontrabas, varhany
- Asperges me a Vidi aquam op. 251 smíšený sbor a varhany.
- Zpěvy svatého týdne op. 274 pro soprán, alt, bas oblig., tenor ad lib.
- Hymnus ku vzkříšení op. 160 pro soprán, alt, bas, 2 housle, varhany, 2 trubky a kotle oblig., tenor, flétnu, 2 klarinety, 2 lesní rohy, kontrabas a bombardon ad lib.
- Velikonoční Hymnus trojdílný pro smíšený sbor, smyčcový kvintet, 2 klarinety, 2 lesní rohy, 2 trubky, trombón, kotle a varhany.
- Velikonoční Hymnus pro soprán, 2 tenory, bas, 2 housle, violu, kontrabas, flétnu, 2 klarinety, 2 lesní rohy, 2 trubky, trombón, kotle a varhany
- Hymny ke čtvero zastavením op. 254 pro smíšený sbor, 2 housle, kontrabas, 2 klarinety, 2 lesní rohy, 2 trubky, trombón, kotle a varhany.
- Velikonoční píseň pro smíšený sbor, 2 housle, violu, kontrabas, 2 klarinety, 2 lesní rohy, 2 trubky, trombón, kotle varhany.
- Zpěvy k průvodu o Božím Těle op. 263 pro smíšený sbor, 2 klarinety, 2 trubky, 2 lesní rohy, trombón a varhany.
- Dvě německá Salve Regina pro soprán, alt, bas a varhany oblig., 2 housle, 2 lesní rohy a kontrabas ad lib.
- Šest Benedicamus Domino pro soprán neb bas sólo, dvojhlasý sbor a varhany.
- Da pacem Domine op. 248. pro smíšený sbor, 2 housle, kontrabas, 2 klarinety, 2 lesní rohy, 2 trubky, kotle a varhany.
- Tři kostelní písně v »Knize chorální ku kancionálu« vydaném r. 1847 pro biskupství královéhradecké.
- Šest písní před kázáním op. 149 pro soprán, alt, bas, 2 housle a varhany oblig., tenor, flétnu, 2 klarinety, 2 trubky ad lib.
- Vánoční píseň op. 162, pro sólový soprán, sbor, 2 housle, violu, kontrabas, flétnu, 2 lesní rohy a varhany.
- Tři mariánské písně op. 165 pro smíšený sbor a varhany.
- Píseň před kázáním op. 167 složená ku slavnostní mši secundiční pro smíšený sbor, smyčcový kvintet, flétnu, 2 klarinety, 2 lesní rohy, 2 trubky a kotle.
- Tri rorátní písně mariánské op. 179 pro smíšený sbor a varhany oblig., 2 klarinety, 2 lesní rohy a bombardon ad lib.

### Písně a sbory světské
- „Vorbei,” píseň pro bas s průvodem klavíru.
- „Pijácká” pro bas s průvodem klavíru op. 176.
- Píseň k jmeninám ředitele věznice H. Santnera pro 2 hlasy s průvodem klavíru.
- „Der Morgen” pro sólový soprán a mužský sbor.
- Kantáta pro smíšený sbor s průvodem flétny, 2 klarinetů, 2 lesních rohů a 2 fagotů.
- Slavnostní kantáta ke koncertu ve prospěch zřízení Mozartova pomníku 3. března 1837.
- Zwei Wünsche „Heujahrslied” pro mužský sbor.
- „Mitternacht', pro mužský sbor.
- „Waldlied” pro mužský sbor
- „Träumen und Trinken” pro mužský sbor.
- „Säugergruss” pro mužský sbor.
- „Der Stieg in's Gamsbiri” pro mužský sbor.
- Závěrečná scéna z druhého jednání romanticko-lyrické opery ,Sacontala" pro sóla a mužský sbor s průvodem klavíru.
- „Bundeslied” pro mužský sbor.
- Píseň k slavnosti na rozloučenou s radou zemského soudu Al. Häfflerem, předsedou zpěváckého spolku v Riedu.
- „D' Hahnfalz” pro mužský sbor.
- Dvanáct pěveckých a pijáckých hesel pro „Schwert-und Schild” op. 187 pro mužský sbor s průvodem dechové hudby neb klavíru.
- Třl sbory pro mužský sbor.
- „Was uns Not tut” pro mužský sbor.
- „Der Tugend Ewigkeit” pro mužský sbor
- „Engelgruss” pro mužský sbor
- „Rhein und Donau” op. 189 pro mužský sbor.

### Varhany
- Sehr leicht aufführbare Pastoral-Präludien zum Gebrauch beim öffentlichen Gottesdienst, besonders für die heilige Weihnachtszeit und als Hilfsmittel für minder geübte Orgelspieler, op. 3 (1830, Praha)
- Weihnachtsgabe, 6 leicht ausführbare Pastoralstücke für Orgel, op. 27
- Sechs kleine Weihnachtspastoralen, op. 271
- "Hirtenklänge"
- Der Landorganist. Praktisches Präludierbuch, op. 207 (1860 Ried)
- 20 kurze und leichte Präludien für Orgel, Heft I-II, op. 230; (Leipzig: Bosworth)
- 12 kleine Toccaten zur Erlernung eines sicheren und festen Anschlages (A.Böhm)

### Teoretické spisy
- Der Rhytmus (1847)
- Musikalish-liturgisches Handbuch
- Praktický návod jak psáti skladby pro varhany